# 洛陽 (小惑星5825番)
洛陽（らくよう、5825 Rakuyou）は小惑星帯に位置する小惑星である。滋賀県多賀町の民間天文台、ダイニックアストロパーク天究館で杉江淳が発見した。
ダイニックの創立者、坂部三次郎の助言で、日本で最も歴史のある公立工業高等学校とされる京都市立洛陽工業高等学校から命名された。
漢字表記が同じ「洛陽」となる小惑星に、中国の洛陽市から命名された 239200 Luoyang がある。